# Oni žive (1988.)
Oni žive (eng. They Live) je američki znanstveno-fantastični horor redatelja i scenarista Johna Carpentera iz 1988. godine. U filmu je naglašen strah od gospodarskog kolapsa unutar američke kulture pohlepe i konzumerizma.
U središtu priče nalazi se usamljeni lutalica Nada koji otkriva da su pripadnici bogate vladajuće elite u stvari izvanzemaljci koji koriste signal televizijske postaje kako bi upravljali ljudima, prikrili svoj pravi izgled i odašiljali subliminalne poruke u masovnim medijima.

## Radnja
Nezaposleni skitnica Nada (Roddy Piper) zapošljava se kao građevinski radnik u Los Angelesu i sprijatelji se s kolegom Frankom Armitagom (Keith David), koji ga vodi na obrok u lokalnu pučku kuhinju. Nada primjećuje čudne aktivnosti u blizini crkve. Slijepi propovjednik poziva ljude da se probude. Policijski helikopter prelijeće im iznad glave. Televizijski program stalno prekida bradati čovjek koji informira ljude o postojećem stanju, tj. o metodama vladajućih pomoću kojih ljude drže uspavanima i u neznanju. Otkriva da je crkva paravan za odašiljanje takvih poruke i unutar nje pronalazi tajni pretinac u zidu i kartonske kutije. Naredne noći, policija bagerima nasrče na beskućnike iz naselja i upada u crkvu. Sutradan ujutro, Nada se vraća u naselje i nalazi crkvu praznu. Iz tajnog pretinca uzima jednu kartonsku kutiju u kojoj će pronaći crne sunčane naočale.
Kada stavi sunčane naočale može vidjeti stvarnost znatno drugačijom. Vidjet će da mediji i reklame zapravo sadrže totalitarne naredbe poslušnosti i potiču konzumerizam,  a svrha im je kontrola nesvjesne ljudske populacije. Ljudi na vlasti su humanoidni izvanzemaljci koji umjesto lica imaju mrtvačku lubanju. U trgovini Nada se suočava s jednom izvanzemaljskom ženom, a ona koristi ručni sat kojim obavještava druge o njemu. Dva izvanzemaljska policajca hvataju Nadu, ali on ih ubija i uzima im oružje. Odlazi u krvavi pohod u banku gdje likvidira sve što je izvanzemaljskog porijekla, osim jednog koji nestaje koristeći svoj ručni sat. Bježeći iz banke uništava izvanzemaljsku leteću kameru i uzima pomoćnika ravnatelja Kabelska televizijske postaje Holly Thompson (Meg Foster) kao taoca. Nada ju pokušava uvjeriti u istinu, ali Holly ga gurne kroz prozor i zove policiju. Nada bježi ostavljajući sunčane naočale.
Vraća se u uličicu gdje je sakrio kutiju s naočalama. Tamo ga nalazi Frank koji mu donosi plaću. Frank ne želi imati ništa s njim jer je postao traženi kriminalac. Nada je prisiljen boriti se s Frankom kako bi ga uvjerio da stavi naočale. Nakon iscrpne tučnjave konačno ga uspijeva uvjeriti i njih dvojica unajmljuju hotelsku sobu da bi raspravili novonastalu situaciju. Gilbert (Peter Jason), obavještava ih o tajnom sastanku s drugim aktivistima. Na sastanku, Nada i Frank zamijene kontaktne leće za svoje naočale. Bradati čovjek iz emisije otkriva im da je izvanzemaljcima Zemlja samo kolonija s koje crpe resurse. Oni uzrokuju globalno zatopljenje kako bi iscrpili sve resurse prije premještanja na drugi planet. Odašiljanjem signala televizijske postaje izvanzemaljci prikrivaju svoj pravi izgled. Uništenje izvora signala obznanilo bi svima istinu.  Frank će dobiti izvanzemaljski ručni sat, kompleksni uređaj za komunikaciju i teleportaciju. Na sastanku se pojavljuje Holly i ispričava se Nadi. Policija upada na sastanak i ubija sve koji su se tu zatekli. Franku ispada ručni sat i otvara portal za teleportaciju. 
Nada i Frank ulaze u portal i teleportiraju se u dvoranu gdje se održava slavlje izvanzemaljaca i ljudskih izdajnika. Obrati im se beskućnik iz naselja koji ih smatra suradnicima izvanzemaljaca. On ih provodi po podzemnim prolazima, pokazuje im mrežu tunela, stanicu za svemirska putovanja i dovodi ih do podruma televizijske postaje Cable 54, mjesta gdje se nalazi izvor signala. Dok se probijaju do krova na kojem se nalazi odašiljač pojavljuje se Holly i ubija Franka. Nada puca u Holly i uništava odašiljač. Policijski helikopter puca u Nadu. Dok umire Nada pokazuje srednji prst kao svoju posljednju gestu. Odašiljač je uništen i izvanzemaljci su razotkriveni u ljudskoj sredini.

## Glumci
- Roddy Piper kao John Nada
- Keith David kao Frank Armitage
- Meg Foster kao Holly Thompson
- George 'Buck' Flower kao beskućnik
- Peter Jason kao Gilbert
- Susan Barnes kao smeđokosa žena
- Sy Richardson kao crnac revolucionar
- Susan Blanchard kao Ingenue
- Norman Alden kao Foreman

## Reakcije

### Kritike
Na stranici Rotten Tomatoes 88% kritičara ocijenilo je film pozitivnom ocjenom. Konsenzus kritike glasi da se radi o politički subverzivnom spoju horora i znanstvene fantastike i podcijenjenom žanrovskom filmu Johna Carpentera. Na Metacriticu, koji bilježi recenzije poznatih kritičara, ima prosječnu ocjenu 50/100.
U svojoj recenziji za Boston Globe, Jay Carr je napisao: "Carpenter nam donosi vizualni stil 50-ih upotpunjen malim B-filmom o letećim tanjurima i zaključkom da su bogati poklonici fašizma. Oni žive, sa svojim pozivom svijetu na buđenje u klasi je Terminatora i Robocopa, iako glavni junak nema takvu vrstu mišića". U recenziji za Chicago Reader, Jonathan Rosenbaum je napisao:" Carpenterova domišljatost i vještina pripovijedanja čine ovaj film zabavnim i gledljivim, iako scenarij ima brojne propuste, a mogućnosti proizašle iz središnjeg koncepta filma razvijane su samo usput. Richard Harrington, u svojoj recenziji za Washington Post je napisao: "To je samo John Carpenter. Kao i obično, pokušava kopati duboko s igračkom od lopate. Oni žive pun je crnih rupa, gluma je očajna, efekti su drugorazredni. U stvari, cijela stvar je ispala previše apsurdno".

## Vanjske poveznice
- Oni žive u internetskoj bazi filmova IMDb-a
- Oni žive - filmski.net  Arhivirana inačica izvorne stranice od 14. prosinca 2011. (Wayback Machine)
- Rottentomatoes.com